# Зеніт (Санкт-Петербург)
«Зеніт» (рос. «Зенит») — російський футбольний клуб з Санкт-Петербурга, який виступає в Прем'єр-лізі. Чемпіон СРСР 1984, десятиразовий чемпіон Росії, володар Кубка СРСР 1944 року, п'ятиразовий володар Кубка Росії, володар Кубка сезону 1985 року, дев'ятиразовий володар Суперкубка Росії, володар Кубка Прем'єр-ліги 2003 року, володар Кубка УЄФА 2007/2008, володар Суперкубка УЄФА 2008 року.

## Історія
У Санкт-Петербурзі в футбол грали ще в XIX столітті, проте головний клуб міста був заснований тільки в 1925 році на базі команди Обухівського заводу «Більшовик» (Деякі статистики не зупиняються на визнанні правонаступності «Зеніту» від команди «Більшовик», а йдуть далі, стверджуючи, що команда Обухівського заводу була заснована на базі ФК «Мурзінка», який веде свою історію з 1914 року. Однак дана версія викликає великі нарікання у прибічників версії 1925 року, так як фактично висновок про правонаступництво «Більшовика» від «Мурзінкі» робиться на підставі того факту, що ці команди грали на одному і тому ж полі біля Обухівського заводу). Спочатку клуб грав у місцевих лігах, а в другому дивізіоні СРСР виступав під ім'ям «Сталінець». У вищому дивізіоні команда дебютувала в 1938-му.
У 1939 «Сталінець» дістався фіналу Кубку СРСР, а до наступної кампанії був перейменований у «Зеніт». У 1944 році пітерці виграли національний кубок, здолавши у вирішальному матчі московський ЦБЧА.
«Зеніт» грав усе впевненіше в 1950-ті роки, а серед постійних уболівальників команди був відомий композитор Дмитро Шостакович, котрий регулярно приходив на стадіон. Уперше клуб зіграв на європейській арені в сезоні-1981/82, узявши участь у Кубку УЄФА після того, як завоював «бронзу» чемпіонату СРСР-1980. У дебютній єврокубковій дуелі «Зеніт» програв дрезденському «Динамо».
У 1984-му «Зеніт» виграв чемпіонат СРСР, проте через п'ять років вилетів у нижчий дивізіон. Із 1996 року пітерці є завсідниками чемпіонату Росії, в 1999-му вони завоювали кубок країни.
Біля керма клубу став голландець Дік Адвокат, і у 2007-му «Зеніт» уперше виграв національну першість. У наступному році команда завоювала Кубок УЄФА, перегравши в фіналі «Рейнджерс» з рахунком 2:0, а згодом виграла Суперкубок УЄФА. В матчі за цей трофей з результатом 2:1 був битий «Манчестер Юнайтед». У 2010 році «Зеніт» виграв чемпіонат і Кубок Росії.
10 грудня 2009 відбулося засідання ради директорів ФК «Зеніт», де була одноголосно затверджена кандидатура головного тренера. Ним став Лучано Спаллетті. Контракт з італійським фахівцем, який до цього очолював " Рому ", укладений строком на 3 роки. Перший трофей Спаллетті з «Зенітом» був виграний 16 травня 2010 в Ростові-на-Дону. В фіналі Кубка Росії петербурзька команда виграла з рахунком 1:0 у новосибірської «Сибіру» завдяки голу з пенальті у виконанні Романа Широкова.

## Досягнення

### Національні турніри
Чемпіонат СРСР з футболу / Чемпіонат Росії з футболу
- Чемпіон (11): 1984; 2007, 2010, 2011/12, 2014/15, 2018/19, 2019/20, 2020/21, 2021/22, 2022/23, 2023/24
- Срібний призер (4): 2003, 2012/13, 2013/14, 2024/25
- Бронзовий призер (5): 1980;  2001, 2009, 2015/16, 2016/17

 Кубок СРСР з футболу / Кубок Росії з футболу
- Володар (6): 1944; 1998/99, 2009/10, 2015/16, 2019/20, 2023/24
- фіналіст (3): 1939, 1984; 2001/02

 Кубок сезону СРСР / Суперкубок Росії з футболу
- Володар (10): 1985; 2008, 2011, 2015, 2016, 2020, 2021, 2022, 2023, 2024
- фіналіст (3): 2012, 2013, 2019

Кубок Прем'єр-Ліги
- Володар (1): 2003

Перша ліга СРСР / Перша ліга ПФЛ
- Срібний призер (1): 1993 (зона «Центр»)
- Бронзовий призер (2): 1936 (весна); 1995

Приз Всесоюзного комітету / Кубок ВЦРПС / Кубок Федерації футболу СРСР
- Фіналіст першості ВЦРПС (1): 1935
- Фіналіст Кубка Федерації (1): 1986

### Європейські турніри
Ліга чемпіонів УЄФА / Кубок європейських чемпіонів:
- 2-й Груповий раунд (1):  1985/86
- 1/8 фіналу (3):  2011/12,  2013/14,  2015/16

 Кубка УЄФА / Ліга Європи УЄФА
- Володар (1): 2007/08

 Суперкубок УЄФА
- Володар (1): 2008

 Кубок Інтертото УЄФА
- фіналіст (1): 2000

## Емблема клубу

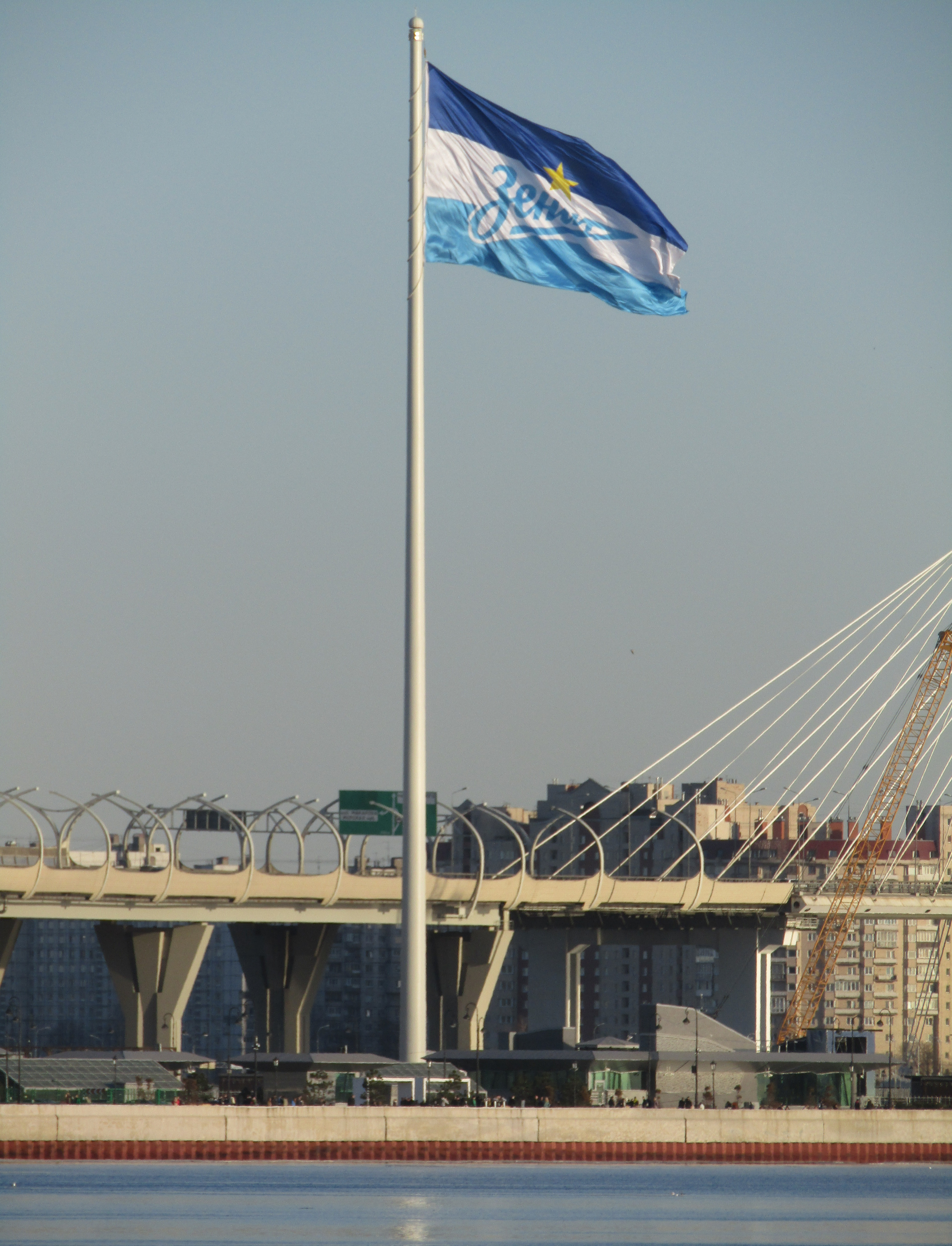
Прапор клубу розміром 30×20 метрів на флагштоку висотою 105 метрів

• 1925—1936 року. «Сталінець» — напис, зменшувана від «С» до «т», без стрілки.
З 1938 року до наших днів відомо, як мінімум, 4 варіанти клубної символіки:
• 1938—1947 (умовно) — зенітівська стрілка, як і в ДЗГ хвиляста, останнє «т», пишеться, як латинське мале «m».
• 1947—1980 — Символ «Зеніту» являє собою слово «Зеніт», вписане художнім шрифтом у стрілку, при цьому буква «З» відповідає розширенню, а буква «т» — вістря стрілки.
• 1981—1994 — Така ж стрілка, тільки змінила кут нахилу. Тепер він приблизно дорівнює 30 градусам. Слово «Зеніт» і стрілка сині, фон білий.
• 1995—1997 — «Зенітівська» стрілка, вписана в коло, утворений словами «Санкт-Петербурзький ФУТБОЛЬНИЙ КЛУБ». Літери чорні. На вершині кола золотий кораблик Адміралтейства. Знизу, під стрілкою, заходячи під неї лівою верхньою частиною — чорно-білий футбольний м'яч. Фон кола білий.
• 1998—2013 — 1998 року емблема набрала форми стрілки з м'ячем у крузі, увінчану флюгером Адміралтейства. По ідеї творців, в ній закладена данина традиціям, патріотизм і спрямованість до висот.
• Із 2013 — забрано текст «Футбольний клуб» і «Санкт-Петербург». Так само прибрали круг навколо стрілки, футбольний м'яч і кораблик. Сама стрілка спрощена, рядкові букви вирівняні по верхньому краю і утворюють верхню межу стрілки.

1998—2013
2013—2015
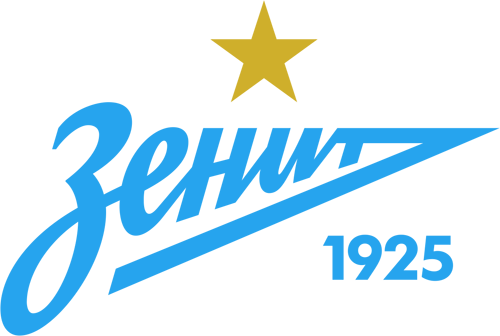
2015—2023
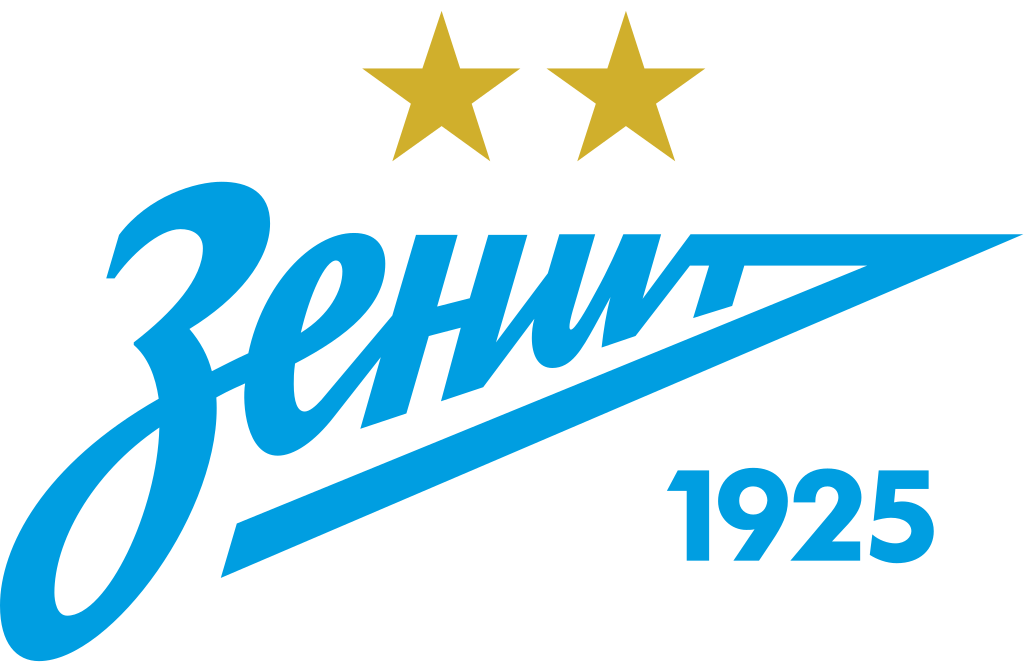
з 2023

## Екіпування
1977—2000  Adidas
2001—2002  Diadora
2003—2004  Umbro
2005—2007  Adidas
2008—2009  Puma
2010—2023  Nike
2023—2024  Joma
з 2024  Kelme

## Уболівальники

### Гімн уболівальників клубу
«Гімн уболівальників Зеніту» (відома також по першому рядку — «Місто над вільною Невою») — пісня вболівальників футбольного клубу « Зеніт», яку вони вважають своїм гімном. Частенько «Місто над вільною Невою» називають «гімном Зеніту», проте, це неправильно — офіційного гімну у петербурзького клубу немає. У вересні 2010 року « Зеніт» отримав усі права на використання «Гімну вболівальників Зеніту».
Створений в 1980 році на основі популярної «Вечірньої пісні» — твору, що вважався неофіційним гімном Ленінграда; музика композитора В. П. Соловьева-Седого, текст написаний футбольними фанатами. Виконується вболівальниками « Зеніту» на початку кожного матчу основної і молодіжних команд клубу. Згідно неофіційної політики клубу до складу не беруть темношкірих гравців бо фани рішуче проти цього.

### Прізвиська вболівальників
«Мішки» — Це прізвисько зобов'язане своєю появою перемозі клубу в чемпіонаті СРСР в сезоні 1984 року, коли в Ленінграді на честь цієї події були випущені поліетиленові пакети із зображенням футбольного м'яча і текстом навколо нього: «Зеніт», «Чемпіон СРСР 1984». В даний час це прізвисько не поширене, застосовується в основному ветеранами фан-руху як «Зеніту», так і інших клубів.
«Бомжі» — Це прізвисько зобов'язане своєю появою масовим виїздам фанів «Зеніту» початку 80-х, коли люди добиралися до іншого міста на перекладних електричках, через відсутність готелів спали на вокзалах або в міських парках. Вважається, що прізвисько було придумано фанами «Спартака» як образливе. Зараз воно застосовується двояко: фанами ворожих клубів — з образливим відтінком, фанами «Зеніта» — з відтінком легкої гордості й епатажу. Ставлення до нього можна порівняти з відношенням спартаківців до прізвиська «свині» або співробітників правоохоронних органів до слова «мент».

## Поточний склад команди
Станом на 9 серпня 2025
| №  | Поз. | Нац.     | Гравець                 |
| -- | ---- | -------- | ----------------------- |
| 1  | ВР   | Росія    | Євген Латишонок         |
| 3  | ЗХ   | Бразилія | Дуглас Сантос (капітан) |
| 4  | ЗХ   | Росія    | Юрій Горшков            |
| 5  | ПЗ   | Колумбія | Вільмар Барріос         |
| 6  | ЗХ   | Словенія | Ваня Дркушич            |
| 7  | ПЗ   | Росія    | Олександр Соболєв       |
| 8  | ПЗ   | Бразилія | Вендел                  |
| 9  | ПЗ   | Бразилія | Жерсон                  |
| 10 | НП   | Росія    | Максим Глушенков        |
| 11 | ПЗ   | Бразилія | Луїс Енріке             |
| 14 | ПЗ   | Сербія   | Саша Здєлар             |
| 16 | ВР   | Росія    | Денис Адамов            |
| 17 | НП   | Росія    | Андрій Мостовий         |

| №  | Поз. | Нац.      | Гравець           |
| -- | ---- | --------- | ----------------- |
| 18 | ПЗ   | Росія     | Ярослав Михайлов  |
| 20 | НП   | Бразилія  | Педро             |
| 21 | ПЗ   | Росія     | Олександр Єрохін  |
| 23 | ЗХ   | Росія     | Арсен Адамов      |
| 25 | ЗХ   | Сербія    | Страхиня Еракович |
| 28 | ЗХ   | Казахстан | Нурали Аліп       |
| 30 | НП   | Колумбія  | Матео Кассьєрра   |
| 31 | ПЗ   | Бразилія  | Густаво Мантуан   |
| 32 | НП   | Аргентина | Лусіано Гонду     |
| 33 | ЗХ   | Бразилія  | Ніно              |
| 41 | ВР   | Росія     | Михайло Кержаков  |
| 57 | ЗХ   | Росія     | Микита Лобов      |
| 66 | ЗХ   | Аргентина | Роман Вега        |

### Закріплені номери
- 12 — дванадцятий гравець (уболівальники клубу)

## Відомі гравці
Серед відомих гравців клубу можна виділити наступних:
- Лев Бурчалкін — провів найбільшу кількість матчів в історії клубу
- Леонід Іванов
- Фрідріх Марютін
- Олександр Іванов
- Анатолій Тимощук
- Василь Данілов
- Павло Садирін
- Андрій Аршавін
- Ніколас Ломбертс — провів найбільшу кількість матчів серед легіонерів
- Олександр Кержаков — найкращий бомбардир в історії клубу

## Тренери клубу
| - Петро Філіппов (1936—1937, 1940) - Михайло Юденич (1938—1939) - Костянтин Єгоров (1938—1940) - Костянтин Лемешев (1941—1945, 1948—1950) - Михайло Бутусов (1946) - Іван Таланов (1946—1948) - Георгій Ласін (1950—1951) - Володимир Лемешев (1952—1954) - Микола Люкшин (1954—1955) - Аркадій Алов (1956—1957, 1967) - Георгій Жарков (1957—1960) |  | - Геннадій Бондаренко (1960) - Євген Єлісєєв (1961—1964) - Валентин Федоров (1964—1966) - Артем Фальян (1968—1970) - Євген Горянський (1970—1972) - Герман Зонін (1973—1977) - Юрій Морозов (1977—1982, 1991, 2000—2002) - Павло Садирін (1983—1987, 1995—1996) - Володимир Голубєв (1987, 1989) - Станіслав Завідонов (1988—1989) - Анатолій Коньков (1990) |  | - В'ячеслав Булавін (1990) - В'ячеслав Мельников (1992—1994) - Анатолій Бишовець (1997—1998) - Анатолій Давидов (1998—2000) - Михайло Бірюков (2002) - Борис Раппопорт (2002) - Властиміл Петржела (2003—2006) - Дік Адвокат (2006—2009) - Лучано Спаллетті (2009—2014) - Сергій Семак (в.о.) (2014) - Андре Віллаш-Боаш (2014-) |

## Найбільші перемоги
- У чемпіонаті СРСР: «Зеніт» — «Жальгіріс» (Вільнюс) — 7:0 (1962 рік)

- У чемпіонаті Росії: «Зеніт» — «Луч-Енергія» (Владивосток) — 8:1 (2008 рік)

- У кубку СРСР: «Зеніт» — «Торпедо» (Кутаїсі) — 8:1 (1981 рік)

- У кубку Росії: 
  - «Зеніт» — «Динамо» (Санкт-Петербург) — 7:1 (1993 рік)
  - «Волга» (Твер) — «Зеніт» — 1:7 (1995 рік)
  - «Зеніт» — «Динамо» (Вологда) — 6:0 (1995 рік)
  - «Зеніт» — «Іртиш» (Омськ) — 7:1 (2004 рік)
  - «Зеніт» — «Динамо» (Москва) — 9:3 (2007 рік)

- У європейських кубках: 
  - «Зеніт» — «АЕК» (Греція) — 5:1 (2004 рік)
  - «Зеніт» — «Црвена Звезда» (Сербія і Чорногорія) — 4:0 (2004 рік)
  - «Зеніт» — «Баварія» (Німеччина) — 4:0 (2008 рік)

- У відбіркових раундах європейських кубків: 
  - «Зеніт» — «Енкамп» (Андорра) — 8:0 (2002 рік)

## Найбільші поразки
• У чемпіонаті СРСР: «Зеніт» — «Динамо» Москва — 0:8 (1949 рік)
• У чемпіонаті Росії: «Динамо» Москва — «Зеніт» — 7:1 (2003 рік)
«Чорноморець» Новоросійськ — «Зеніт» — 6:0, (1994 рік, перша ліга)
• У кубку СРСР: ЦДКА — «Зеніт» — 7:0 (1945 рік)
• У кубку Росії: «Зеніт» — «Локомотив» Москва — 0:4 (1995 рік)
• У європейських кубках: «Брюгге» (Бельгія) — «Зеніт» — 5:0 (1987 рік)
«Штутгарт» (Німеччина) — «Зеніт» — 5:0 (1989 рік)

## Цікаві факти
1 травня 2008 матч «Зеніт» — «Баварія» у півфіналі Кубка УЄФА, який закінчився з рахунком 4:0 на користь російського клубу, транслювався в Росії на телеканалі «Спорт». Його дивилися понад 4,5 млн жителів країни, що на той момент було найбільшою ТВ-аудиторією однієї футбольної трансляції на даному федеральному спортивному телеканалі.
Згідно з опитуванням Агентства соціальної інформації, вболівальниками футбольного клубу «Зеніт» вважають себе 58 % мешканців п'ятимільйонного міста — Санкт-Петербурга. Крім того, 75 % опитаних мешканців міста вважають «Зеніт» символом Петербурга.
З листопада 2007 року у команди є духівник о. Гліб Грозовський. Матч «Рубін» — «Зеніт», на який відправився священик, «Зеніт» виграв з рахунком 1:4. З тих пір про. Гліб присутній на всіх відповідальних матчах петербурзької команди.
6 липня 2008 пітерці оновили рекорд чемпіонатів Росії, забивши 5 м'ячів у стартові 34 хвилини на Петровському у ворота «Томі». Попередній рекорд був встановлений «Спартаком» у 1993 році в гостьовому матчі з «Уралмашем» (8:2), тоді скорострільність виявилася трохи гірше — 35 хвилин. Своє слово як бомбардири сказали Віктор Файзулін і Анатолій Тимощук, оформивши свої перші дублі в прем'єр-лізі. Також один м'яч забив Роман Широков, що відзначав в цей день свій 27-й день народження.
Зеніт — єдина команда РФПЛ, вимушена тричі проводити домашні матчі при порожніх трибунах. У 1998 році вболівальники не змогли відвідати матч з ЦСКА (з перемоги в якому почалася знаменита безпрограшна серія ЦСКА), в 2000 році — гру проти Аланії. 17 листопада 2008 під час матчу «Зеніт» — «Динамо» (Москва) на трибуні уболівальників пітерської команди з'явився банер образливого змісту: «Здох ваш Яшин. Здохне Динамо!». Така поведінка відвідувачів стадіону викликала величезне невдоволення не тільки серед уболівальників Динамо, але і серед всієї футбольної громадськості, в тому числі і в середовищі вболівальників «Зеніта». Автори банера образили пам'ять великого воротаря Льва Яшина — одного з найкращих воротарів світу за всю історію футболу. Керівництво «Зеніту» на офіційному сайті команди вибачилося за появу банера і пообіцяло надалі не допускати подібних інцидентів. Також вибачення принесли лідери зенітовского фанатського руху. Незважаючи на офіційні вибачення і на наявність банерів образливого змісту і на гостьових трибунах КДК РФС виніс рішення про проведення наступного домашнього матчу «Зеніту» Чемпіонату Росії при порожніх трибунах.